# Proszynskiana starobogatovi
Proszynskiana starobogatovi är en spindelart som beskrevs av Dmitri Viktorovich Logunov 1996. Proszynskiana starobogatovi ingår i släktet Proszynskiana och familjen hoppspindlar. Inga underarter finns listade i Catalogue of Life.